# Юханссон, Мария
Мария Гунилла Юханссон Товле (швед. Maria Gunilla Johansson Tovle; род. 7 апреля 1956 года, Стокгольм) ― шведская актриса, кинорежиссёр и профессор Стокгольмской академии драматических искусств.
Родилась 7 апреля 1956 года в Стокгольме. В 1963 году, в возрасте шести лет, прошла кастинг на роль Чёрвен в сериале Мы — на острове Сальткрока, экранизации одноимённой повести, написанной шведской писательницей Астрид Линдгрен. Играла роль Чёрвен как в сериале, так и в четырёх последовавших после него полнометражных фильмах, снятых между 1964 и 1967 годами.
Окончила Шведскую национальную академию пантомимы и актёрского мастертства в 1981 году. Работала в театре и на телевидении, снималась в кино вплоть до 1998 года, после чего решила попробовать себя в качестве режиссёра. Занималась академическими исследованиями в области актёрского мастерства и получила степень магистра, а затем и докторскую степень в университете Сёдертёрна. В 2012 году защитила диссертацию на тему "Практические знания актёра".
На данный момент[уточнить] является профессором на кафедре исследований в области искусства в Стокгольмской академии драматических искусств.

## Избранная фильмография
- 1981 - Operation Leo
- 1981 - Tuppen
- 1981 - The Simple-Minded Murder
- 1987 - Daghemmet Lyckan (ТВ)
- 1988 - Liv i luckan (ТВ)
- 1996 - Juloratoriet
- 1998 - Skärgårdsdoktorn (ТВ)